# Ecnomiohyla
Ecnomiohyla is een geslacht van kikkers uit de familie boomkikkers (Hylidae). De groep werd voor het eerst wetenschappelijk beschreven door de groep van biologen Julián Faivovich, Célio Fernando Baptista Haddad, Paulo Christiano de Anchietta Garcia, Darrel Richmond Frost, Jonathan Atwood Campbell en Ward C. Wheeler in 2005.
Er zijn twaalf soorten, inclusief de pas in 2014 beschreven soort Ecnomiohyla veraguensis. Alle soorten komen voor in delen van Midden-Amerika en leven in de neotropische regio van Mexico tot in Colombia.

## Soorten
Geslacht Ecnomiohyla
- Soort Ecnomiohyla bailarina
- Soort Ecnomiohyla echinata
- Soort Ecnomiohyla fimbrimembra
- Soort Ecnomiohyla miliaria
- Soort Ecnomiohyla minera
- Soort Ecnomiohyla phantasmagoria
- Soort Ecnomiohyla rabborum
- Soort Ecnomiohyla salvaje
- Soort Ecnomiohyla sukia
- Soort Ecnomiohyla thysanota
- Soort Ecnomiohyla valancifer
- Soort Ecnomiohyla veraguensis

Anotheca · 
Bromeliohyla · 
Charadrahyla · 
Diaglena · 
Dryophytes · 
Duellmanohyla · 
Ecnomiohyla · 
Exerodonta · 
Hyla · 
Isthmohyla · 
Megastomatohyla · 
Plectrohyla · 
Ptychohyla · 
Rheohyla · 
Sarcohyla · 
Smilisca · 
Tlalocohyla · 
Triprion